# 布格塞拉縣
02°12′18″S 30°08′42″E / 2.20500°S 30.14500°E

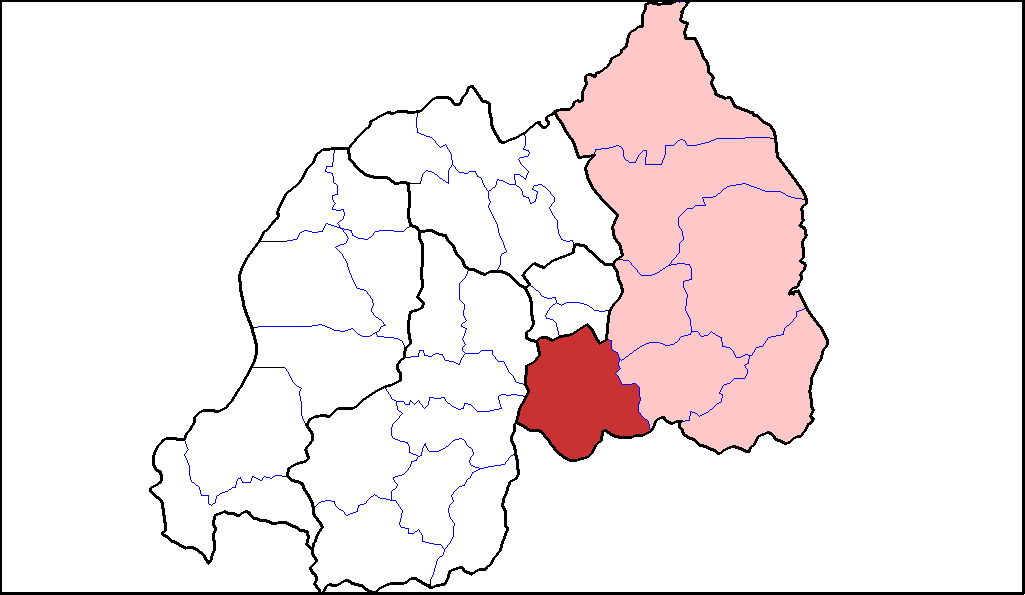

布格塞拉縣（Bugesera District），是盧旺達的縣份，位於該國東部，由東部省負責管轄，首府設於尼亞馬塔，面積1,288平方公里，2012年人口361,914，人口密度每平方公里280人。